# Wikariat Amadora
Wikariat Amadora − jeden z 17 wikariatów Patriarchatu Lizbony, składający się z 15 parafii:
- Parafia św. Franciszka z Asyżu w Alfornelos
- Parafia Niepokalanego Serca Najświętszej Maryi Panny w Alfragide
- Parafia Niepokalanego Poczęcia Najświętszej Maryi Panny w Amadora
- Parafia Matki Bożej Miłosierdzia w Belas
- Parafia św. Teresy od Dzieciątka Jezus w Amadora
- Parafia Najświętszej Maryi Panny Matki Boga w Buraca
- Parafia św. Marty w Casal de Cambra
- Parafia Najświętszego Odkupiciela w Amadora
- Parafia Matki Bożej z Lapa w Amadora
- Parafia św. Benedykta w Massamá
- Parafia Matki Bożej Wiary w Queluz
- Parafia Niepokalanego Poczęcia Najświętszej Maryi Panny w Queluz
- Parafia Matki Bożej Dobrej Nowiny w Amadora
- Parafia św. Błażeja z Sebasty w Amadora
- Parafia Matki Bożej Nieustającej Pomocy w Venda Nova